# Großsteingrab Hulehøjgård
Das Großsteingrab Hulehøjgård war eine megalithische Grabanlage der jungsteinzeitlichen Nordgruppe der Trichterbecherkultur im Kirchspiel Veksø in der dänischen Kommune Egedal. Es wurde im 19. Jahrhundert zerstört.

## Lage
Das Grab lag zwischen Veksø und Stenløse an der Nordseite des Frederikssundsvej. In der näheren Umgebung gibt bzw. gab es zahlreiche weitere megalithische Grabanlagen.

## Forschungsgeschichte
Im Jahr 1875 führten Mitarbeiter des Dänischen Nationalmuseums eine Dokumentation der Fundstelle durch. Zu dieser Zeit waren keine baulichen Überreste mehr auszumachen. 1975 erfolgte eine Nachgrabung am Standort der Anlage.

## Beschreibung
Die Anlage besaß eine Hügelschüttung unbekannter Form und Größe. Bei der Grabung von 1975 konnten Standspuren von Umfassungssteinen und Reste von Trockenmauerwerk aus den Lücken zwischen den Steinen festgestellt werden.
Der Hügel enthielt eine Grabkammer, die wohl als Ganggrab anzusprechen ist. Zu ihrem Aussehen wurden 1875 die Angaben des damaligen Hofbesitzers aufgenommen. Ihm zufolge hatte die Kammer einen ovalen Grundriss und war etwa 2,5 m lang. Auf der dem Hof zugewandten Seite befand sich der Zugang zur Kammer. Gemäß diesen Angaben ist also von einer ungefähr ost-westlich orientierten Kammer mit einem Zugang an der nördlichen Langseite auszugehen.